# Villalba de la Sierra
Villalba de la Sierra es un municipio y localidad española de la provincia de Cuenca, en la comunidad autónoma de Castilla-La Mancha. El término municipal, ubicado en la Serranía de Cuenca, tiene una población de 561 habitantes (INE 2024).

## Geografía

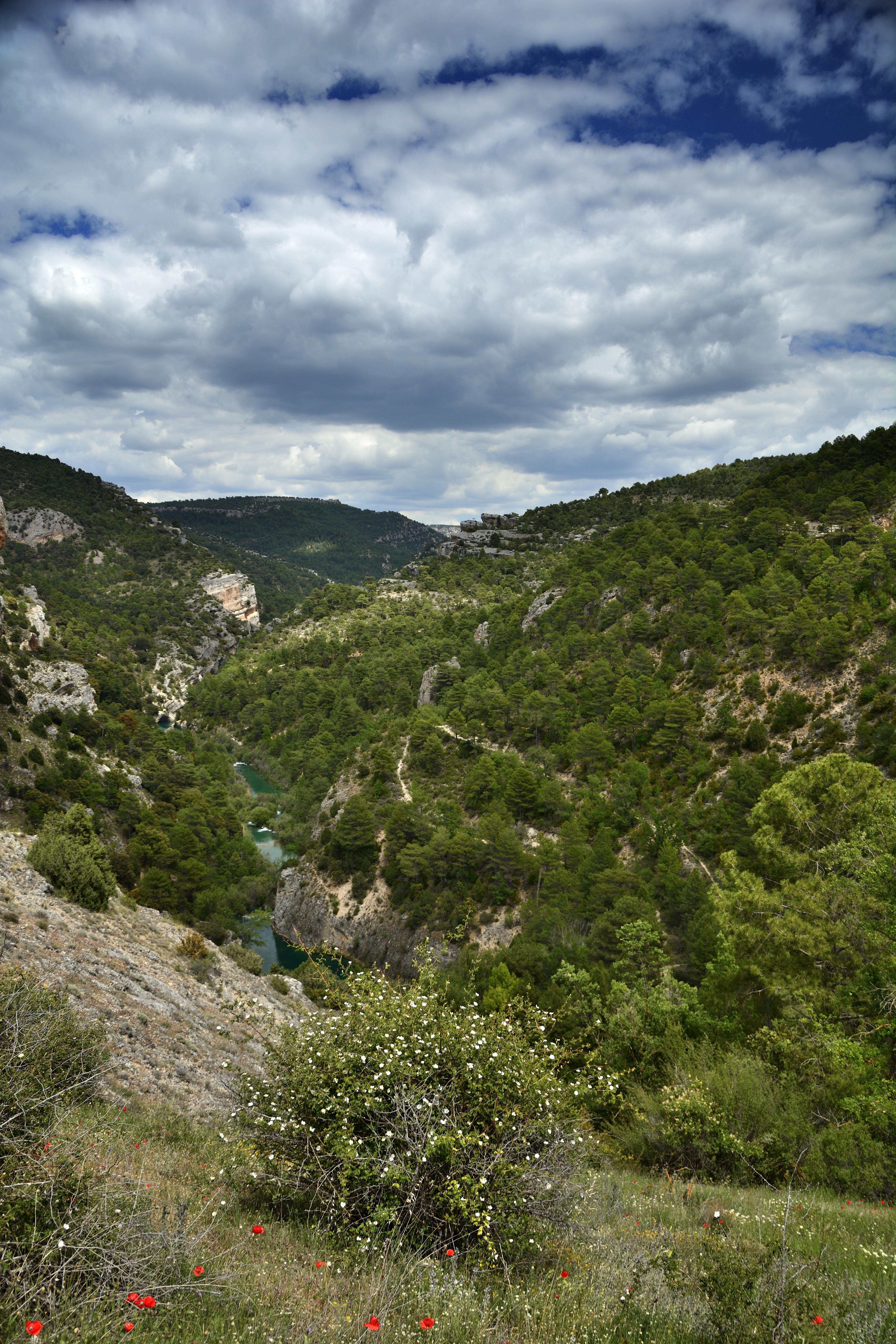
Ventano del Diablo

Está situada a 20 km de la capital (Cuenca), a orillas del río Júcar. Es un núcleo rural con una baja densidad de población. El municipio pertenece a la comarca de la Serranía Media-Campichuelo y Serranía Baja, en la  mancomunidad de El Campichuelo.
En el municipio existe una central hidroeléctrica en el paraje denominado El Salto, inaugurada en 1926 por el rey Alfonso XIII, la cual funciona gracias al aporte hídrico de la Laguna de Uña por medio de un canal que conecta la misma con un depósito de agua situado en un monte próximo a El Salto. A mediados del siglo XX, la población de Villalba de la Sierra era de más de 1000 habitantes, gracias al empleo que proporcionaba esa central eléctrica. A finales del siglo XX, su población de derecho era de algo más de 500 habitantes.

## Historia
A mediados del siglo XIX, el lugar contaba con una población censada de 183 habitantes. La localidad aparece descrita en el decimosexto volumen del Diccionario geográfico-estadístico-histórico de España y sus posesiones de Ultramar de Pascual Madoz de la siguiente manera:

VILLALVA DE LA SIERRA: v. con ayunt. en la prov., dióc. y part. jud. de Cuenca (3 leg.), aud. terr. de Albacete y c. g. de Castilla la Nueva (Madrid): sit. en terreno llano y á la márg. der. del r. Júcar; su clima es frio, bien ventilado y propenso á calenturas intermitentes. Consta de 70 casas de pobre construccion; las aguas de que se surte el vecindario son las del r.; la igl. parr. aneja de la de Zarzuela se halla servida por un teniente. El térm. confina por N. con Portilla; E. Valdecabras; S. Cuenca, y O. Zarzuela: en su jurisd. se halla el cas. de Castillo: su terreno es de mala calidad y muy montuoso: el citado r. cruza por el térm. de E. á S.: los caminos son locales y en mal estado. prod.: trigo, cebada, centeno, avena, hortalizas y patatas; se cria ganado lanar y cabrio; caza de liebres, perdices y conejos, y pesca de truchas, barbos y peces. ind.: la agrícola, un molino harinero y un batan. comercio: la venta del sobrante de sus productos y de leña en la cap. de provincia. pobl.: 46 vec., 183 alm. cap. prod.: 762,480 rs. imp.: 38,124 rs.
(Madoz, 1850, p. 175)

En 1926, el rey Alfonso XIII inauguró la central hidroeléctrica —conocida también como El Salto de Villalba— aprovechando el aporte hídrico desde la Laguna de Uña a través de un canal hasta un depósito cercano. Este proyecto fue impulsado por la Confederación del Júcar y la Unión Eléctrica de Castilla, y supuso un importante motor económico para el pueblo.
Paralelamente, en 1926 se construyó un poblado anexo a la central, compuesto por edificios residenciales, una capilla-estilo historicista y las instalaciones técnicas (puente, presa, tuberías y oficinas), todo ello en estilo neoplateresco inspirado en el Palacio de Monterrey. Este poblado, aún en uso como residencia de trabajadores, fue una obra destacada de arquitectura industrial temprana en la región. El conjunto del Salto de Villalba sigue en operación como central eléctrica, propiedad de Unión Fenosa, y mantiene su valor patrimonial —incluyendo su arquitectura neoplateresca— dentro del paisaje natural del Júcar. 

## Demografía
Villalba de la Sierra cuenta con una población de 561 habitantes (INE 2024).
| Gráfica de evolución demográfica de Villalba de la Sierra entre 1842 y 2021                                                                                                |
| |
| Población de derecho según los censos de población del INE Población de hecho según los censos de población del INEEn este censo se denominaba Villalva de la Sierra: 1842 |

## Economía

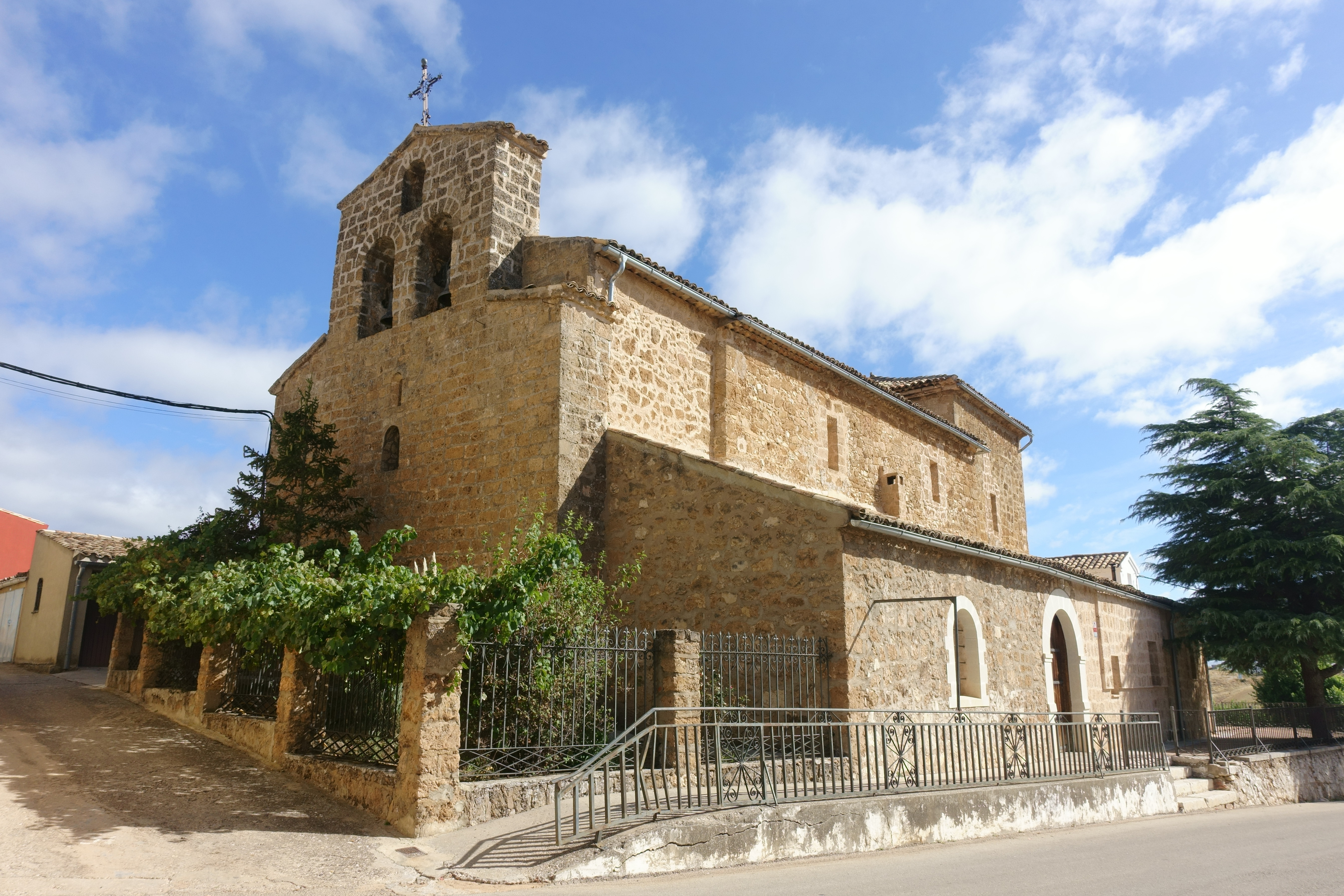
Iglesia de Nuestra Señora de la Natividad

Aunque las principales actividades económicas en Villalba de la Sierra han sido tradicionalmente las relacionadas con la agricultura y el medio forestal (incluyendo la artesanía del mimbre), ha sido el turismo la que más auge ha experimentado en los últimos años.
Con respecto a la pesca deportiva, hay que señalar que el Júcar es un río truchero y en el término municipal de Villalba hay dos cotos de trucha: el coto de Villalba, de repoblación sostenida, y el intensivo de El Tablazo. No obstante, los tramos libres del río Júcar y sus tributarios son actualmente muy pobres en ictiofauna, debido principalmente al furtivismo y a la contaminación, especialmente del río Villalbilla.
La primavera y, especialmente, el otoño son buenas épocas para la recogida de setas en los prados y pinares, destacando en la zona el níscalo, la seta de cardo y el champiñón silvestre.
Otra de sus fuentes de ingreso se debe al turismo rural. Como parajes más conocidos de Villalba de la Sierra se encuentran el mirador del Ventano del Diablo, una peña hueca abovedada a dos cientos metros sobre el río Júcar y donde, según la tradición popular el diablo organizaba sesiones de brujería y empujaba al abismo a todo aquel que se asomara por su balcón. También se encuentra /el valle del Cambrón, en el que se conservan los restos de un antiguo convento de carmelitas, y los cortados del río Júcar.